# Willis Whitfield
Willis Whitfield (Rosedale, Oklahoma, 6 de dezembro de 1919 – Albuquerque, Novo México, 12 de novembro de 2012) foi um físico estadunidense, inventor da moderna sala limpa, um ambiente com baixo nível de poluentes usado na indústria manufatureira e em pesquisas científicas. Por sua invenção a revista Time o denominou "Mr. Clean".
Whitfield nasceu em Rosedale, Oklahoma, filho de um fazendeiro de algodão.
Funcionário dos Laboratórios Sandia no Novo México, Whitfield criou os planos iniciais da sala limpa em 1960. Antes da invenção de Whitfield, as antigas salas limpas apresentavam problemas com partículas e fluxos de ar imprevisíveis. Whitfield resolveu este problema projetando sua sala limpa com um fluxo de ar filtrado constante para varrer as impurezas do ar. Dentro de poucos anos após sua invenção as vendas mundiais de sua moderna sala limpa atingiram mais de 50 bilhões de dólares.
Whitfield aposentou-se na Sandia em 1984.
Whitfield morreu em Albuquerque, Novo México, em 12 de novembro de 2012, aos 92 anos de idade. Sua morte foi anunciada por oficiais dos Laboratórios Sandia.
Em 2014 Willis Whitfield foi induzido no National Inventors Hall of Fame.